# Cymonomus menziesi
Cymonomus menziesi is een krabbensoort uit de familie van de Cymonomidae. De wetenschappelijke naam van de soort is voor het eerst geldig gepubliceerd in 1971 door Garth, in Garth & Haig.